# Serge Brideau
Serge Brideau, né en 1980 ou 1981 à Niagara Falls, en Ontario, est un artiste acadien engagé. Connu pour son franc-parler et ses extravagances, il est le chanteur et guitariste du groupe rock psychédélique Les Hôtesses d’Hilaire.

## Biographie
Serge Brideau naît à Niagara Falls, en Ontario, d'un père charpentier et d'une mère infirmière. Il a quatre frères. Il a 8 ans quand ses parents reviennent dans leur province d'origine, le Nouveau-Brunswick. Serge et son frère cadet grandissent à Tracadie.
De 2000 à 2016, Serge Brideau est technicien d'urgence médicale et ambulancier à Ambulance Nouveau-Brunswick. À 25 ans, il part travailler six mois pour la Croix-Rouge gambienne. En 2016, il quitte le métier d'ambulancier avec fracas, en dénonçant le peu d’attention portée aux besoins psychologiques des premiers répondants.
Pendant la pandémie de COVID-19, il devient préposé aux soins dans un foyer pour personnes âgées en perte d’autonomie, puis préposé au triage médical à l'hôpital de Tracadie.
En 2023, à 42 ans, il reprend des études de charpentier au campus d'Edmundston du Collège communautaire du Nouveau-Brunswick.

## Carrière artistique
En 2004, Serge Brideau remporte le prix de la chanson primée au 36e Gala de la chanson de Caraquet avec Sur un feu rouge, interprété par Pascal Lejeune. Deux ans plus tard, il est finaliste dans la catégorie auteur-compositeur-interprète.
En 2008, il sort un album solo, Serge Brido.
En 2010, il  s’associe à Michel Vienneau, Guillaume Lavoie et Mico Roy pour former Les Hôtesses d’Hilaire. Pendant dix ans, le groupe enchaine les tournées et se produit plus de 600 fois au Canada, en Europe — dont une centaine de fois en France — et jusqu'en Australie. Il enregistre quatre albums studio et deux albums live. Son projet le plus ambitieux est l'opéra rock Viens avec moi, en tournée en 2018-2019, une critique humoristique et décapante du monde de la musique et des concours de téléréalité.
En 2016, Serge Brideau incarne Alden Nowlan dans la pièce Alden envers et contre tous, présentée aux quatre coins du Nouveau-Brunswick par le Théâtre populaire d'Acadie.
Serge Brideau commence à porter un kilt en spectacle après son passage, avec Les Hôtesses d'Hilaire, au Festival interceltique de Lorient, en France. Indifférent aux conventions, il passe des kilts aux robes. En février 2017, la robe fuchsia qu'il porte à l'émission Entrée principale d'ICI Radio-Canada Télé suscite la controverse. Depuis, il porte régulièrement une robe en concert.
En 2019, il est à nouveau au Gala de la chanson de Caraquet, cette fois à titre de porte-parole et de directeur artistique.
Serge Brideau a également eu des rôles à l'écran dans Un DocHumour Acadien (2014), Léo (2018) et Le discours des songes (2024).

## Engagement culturel
Serge Brideau profite de la tribune que lui donne la musique pour parler de sujets qui lui tiennent à coeur, comme les coupes à Radio-Canada, les droits linguistiques et culturels des Acadiens, ou d'autres causes environnementales et sociales.
En 2020, il devient vice-président et représentant Nord-Est au conseil d'administration de la Société de l’Acadie du Nouveau-Brunswick, le plus gros lobby pour les droits des francophones au Nouveau-Brunswick.

## Engagement environnemental
En 2014, le chanteur des Hôtesses d'Hilaire organise au Théâtre Capitol de Moncton le spectacle « Pas d'schiste show! » au bénéfice de l'Alliance anti-gaz de schiste du Nouveau-Brunswick. Avant cela, les Hôtesses d'Hilaire avaient déjà pris position contre l'exploitation du gaz de schiste dans la chanson « David Awkward », qui écorche le premier ministre de l'époque, David Alward.
En mars 2020, Serge Brideau participe avec Les Hôtesses d'Hilaire à un spectacle-bénéfice pour la Fondation Coule pas chez nous qui lutte contre le transport et l'extraction des énergies fossiles, veut promouvoir des alternatives énergétiques et assurer un environnement viable pour les générations futures. Serge Brideau dit vouloir « aider à protéger la Gaspésie et le reste du Québec contre l’industrie gazière et pétrolière, surtout dans un contexte d’urgence climatique ».
Plus près de chez lui, il milite pour la conservation du camp d'armée de Tracadie, un ancien champ de tir de 180 km2 menacé par un projet de bleuetières. Il dit ne pas vouloir que la forêt soit transformée en « désert bleu ».
Il soutient également Stop Spraying NB/Arrêtons l'arrosage NB, un organisme qui réclame l’interdiction du glyphosate, un herbicide non sélectif utilisé par l’industrie forestière au Nouveau-Brunswick et par Énergie NB.

## Engagement social
Serge Brideau commence à porter un kilt en spectacle après son passage, avec Les Hôtesses d'Hilaire, au Festival interceltique de Lorient, en France. Indifférent aux conventions, il passe des kilts aux robes. En février 2007, la robe fuchsia qu'il porte à l'émission Entrée principale d'ICI Radio-Canada Télé suscite la controverse.
Au début de la pandémie de COVID-19, l’artiste s'engage à se raser la tête et la barbe pour recueillir des fonds pour l’Accueil Sainte-Famille, à Tracadie, un organisme qui offre un service d’accompagnement ainsi qu’un refuge aux femmes victimes de violence familiale et à leurs enfants. La collecte de fonds est un succès et il se rase en direct sur sa page Facebook devant 2000 spectateurs virtuels.

## Engagement politique
Serge Brideau n’hésite pas à utiliser la scène comme tribune politique. Ainsi, en 2019, lors d'un passage des Hôtesses d'Hilaire à l'émission Belle et Bum de Télé-Québec, le chanteur ouvre sa chemise pour révéler un personnage dessiné avec une tête carrée dans laquelle est inscrit le nom de Kris Austin, le chef de l’Alliance des gens du Nouveau-Brunswick, un parti opposé au bilinguisme officiel au Nouveau-Brunswick. La même année, lors des célébrations du 15 août à Dieppe, il adresse un doigt d’honneur à Blaine Higgs, le premier ministre anglophone unilingue de l'époque, qui était à la tête d'un gouvernement minoritaire ne comptant qu'un seul francophone et maintenu au pouvoir par l'Alliance des gens.
En 2020, il annonce envisager de se lancer en politique et se donne pour priorités la lutte contre les changements climatiques et les inégalités sociales. ainsi que le soutien à la culture. Quelques mois plus tard, il publie sur sa page Facebook une vidéo qui devient virale dans laquelle il critique les candidats francophones acadiens qui se présentent aux élections provinciales sous la bannière du Parti progressiste-conservateur.
En 2023, Kevin Arseneau convainc Serge Brideau de défendre les couleurs du Parti vert du Nouveau-Brunswick lors de l'élection partielle dans la circonscription de Bathurst-Est-Nepisiguit-Saint-Isidore. Serge est défait par la nouvelle cheffe libérale, Susan Holt.
Lors des élections provinciales de 2024, il est de nouveau candidat dans la nouvelle circonscription de Tracadie. Il récolte 40,8 % des suffrages, derrière le libéral Keith Chiasson.